# Margarethe von Dietz
Margarethe von Dietz (* 14. Oktober 1544 in Spangenberg; † 12. Juli 1608) war das vierte Kind und die älteste Tochter des Landgrafen Philipp des Großmütigen (1504–1567) aus seiner noch zu Lebzeiten seiner Frau Christina von Sachsen am 4. März 1540 in Rotenburg an der Fulda geschlossenen zweiten Ehe (Doppelehe Philipps von Hessen) mit der damals 18-jährigen Margarethe von der Saale (1522–1566), einer Hofdame seiner Schwester Elisabeth, Erbprinzessin von Sachsen.

## Leben
In seinem Testament von 1562 stattete Landgraf Philipp sie und ihre sieben Brüder aus dieser Verbindung mit dem Titel „Geborene aus dem Hause Hessen, Grafen zu Dietz und Herren zu Lißberg und Bickenbach“ aus.  (Eine zweite Tochter, Anna, war bereits 1558 im Alter von nur einem Jahr gestorben.)  Den Brüdern gab er, zu gemeinschaftlichem Besitz und mit voller landesherrlicher Souveränität, die Herrschaften und Ämter Umstadt, Bickenbach und Lißberg, Schloss und Amt Ulrichstein, Stadt und Amt Schotten, Schloss und Amt Stornfels, Stadt, Schloss und Amt Homburg und den hessischen Teil des Dorfs Dehrn in der alten Grafschaft Dietz. Margarethe wurde mit einer finanziellen Ausstattung abgefunden; sie erhielt eine weitere Abfindung, als 1575 der letzte ihrer noch in Freiheit lebenden Brüder gestorben war und ihre Halbbrüder, die Landgrafen Wilhelm IV. von Hessen-Kassel, Ludwig IV. von Hessen-Marburg, Philipp II. von Hessen-Rheinfels und Georg I. von Hessen-Darmstadt den Besitz der Grafen von Dietz einzogen.
Nach dem Tod ihrer Mutter wurde Margarethe zunächst als Hofdame in den Haushalt ihrer Schwägerin, der Landgräfin Sabina (1549–1581), Ehefrau ihres Halbbruders Wilhelm IV. von Hessen-Kassel, aufgenommen. Im folgenden Jahr heiratete sie am 31. Dezember 1567 in Kassel den Grafen Johann (Hans) Bernhard von Neu-Eberstein (* 26. Juni 1545; † 11. April 1574), Sohn des Grafen Johann Jakob I. zu Neu-Eberstein (1517–1574) und dessen Frau Barbara von Daun-Oberstein († 1546). Ihr Mann starb bereits im Alter von 28 Jahren. Etwas mehr als drei Jahre später heiratete sie am 10. August 1577 den pommerschen Grafen Stephan Heinrich von Eberstein (* 10. April 1543; † 1613), Sohn des Grafen Georg von Everstein und dessen Frau Walburga Gräfin Schlik von Bassano-Weisskirchen.

## Nachkommen
Kinder aus ihrer ersten Ehe mit Johann Bernhard von Neu-Eberstein waren:
- Philipp III. von Eberstein (ca. 1570–1609)
- Barbara
- Johann Jakob II. von Neu-Eberstein (1574–1637/38)

Aus der zweiten Ehe mit Stephan Heinrich von Eberstein entstammten die Kinder:
- Sabine Hedwig von Everstein-Quarkenburg (1579–1631)
- Walpurgis von Everstein-Quarkenburg (1580–1613)